# Мигунова Маргарита Георгіївна
Маргарита Георгіївна Мигунова (22 лютого 1927, Іркутськ, Російська ФСРР — 1 грудня 2014, Сімферополь, Україна) — радянська, українська, російська письменниця, член Спілки письменників СРСР (1955—1991) та Національної спілки письменників України (1991—2014), член Спілки письменників Криму, Союзу російських, українських і білоруських письменників, літературна редакторка. Член КПРС в 1955—1991 роках.

## Життєпис
Маргарита Мигунова народилася в родині вчителя 22 лютого 1927 року в Іркутську. У віці десяти років втратила батька. У 1941 році з початком німецько-радянської війни була змушена з близькими евакуюватися до Середньої Азії, звідки в 1948 році переїхала на Кримський півострів.
Наприкінці 40-х років XX століття починається її творча діяльність. За покликанням і освітою педагог, вона спочатку була педагогом: закінчила Кримський педагогічний інститут, працювала вчителькою російської мови та літератури. У ті ж роки знайомиться з відомими письменниками Костянтином Паустовським, Петром Павленком, іншими літераторами, які визначили її долю на літературній ниві.
|  | Костянтин Георгійович Паустовський відгукувався про неї так: «Простота говорить людині сильніше і більше, ніж сліпучий блиск». |

У 1951 році підсумком її поїздки до степового Криму став вихід у світ повісті «Степова глушина», яка була рекомендована Петром Павленком до публікації в альманасі «Крим». У 1960—1980 роках Маргарита Мигунова працювала літературною редакторкою у видавництві «Таврида».
|  | Відомий кримський письменник, керівник Кримського відділення Спілки письменників Анатолій Іванович Домбровський говорив про її творчість: «Воно відрізняється акварельністю письма, романтичною чистотою і захопленістю юності, поглядає на героїчне минуле своїх батьків та синів». |

В останні роки життя Маргарита Георгіївна продовжувала працювати над черговим твором, але важка хвороба не дала їй можливості завершити його.
Померла Маргарита Мигунова 1 грудня 2014 року в Сімферополі. Похована поруч з батьками на сімферопольському кладовищі «Абдал».